# Ivry-la-Bataille
Ivry-la-Bataille är en kommun i departementet Eure i regionen Normandie i norra Frankrike. Kommunen ligger i kantonen Saint-André-de-l'Eure som tillhör arrondissementet Évreux. År 2022 hade Ivry-la-Bataille 2 640 invånare.
Kommunen har fått sitt namn av slaget vid Ivry under Hugenottkrigen 1590 som stod utanför byn Ivry här 1590. Henrik av Navarra besegrade i slaget "ligans" trupper.

## Befolkningsutveckling
Antalet invånare i kommunen Ivry-la-Bataille
Referens:INSEE